# 보통문
보통문(普通門)은 조선민주주의인민공화국 지정 국보 제2호로, 평양성의 성문이다. 평양직할시 중구역 보통문동에 위치한다.

## 상세
보통문은 고구려시대에 처음 세워진 후 조선시대에 와서 고쳐 세워진 성문으로 6세기 중엽 고구려가 평양성을 쌓을 때 평양성 중성의 서문으로 처음 세워졌으며 고려시대에도 서경의 서문으로 유지되었다. 보통문은 보통강변에 있다고 하여 붙여진 이름인데, 〈고려사〉에는 "광덕문"이라 표기하고 있고, 그 밖에 아침해를 다시 본다는 뜻에서 "우양관"이란 별칭도 있었다. 지금 있는 성문은 1473년 고쳐 지은 것이며 평양성 서북쪽 방향으로 통하는 관문으로서 국방상·교통상 중요한 위치에 있었으므로 고구려시대부터 조선시대에 이르기까지 매우 중요시되었다.
건축양식은 장중하면서도 균형이 잡혀 고려시대의 건축양식을 보는 듯하다. 화강석을 다듬어 쌓은 축대와 그 위에 세운 2층 문루로 이루어져 있으며 축대 복판에는 홍예문길을 냈다. 문길 앞쪽에는 앞뒤 쇳조각을 줄지어 입힌 튼튼한 널문을 달았다. 높이 쌓아 올린 축대와 넓이 4.4m, 높이 4.55m의 홍예문길은 선조들의 높은 돌쌓기 기술을 보여준다. 문루는 정면 3칸(14.8m), 측면 3칸(9.15m)이다. 보통문은 다른 성문들에 비하여 전체 높이가 조금 낮고, 또 1층 면적에 비하여 2층의 면적이 상대적으로 좁게 되어 있다. 측면에서 1층 양쪽 바깥기둥의 밑동과 마룻도리를 연결하는 3각형, 그리고 정면에서 축대바닥 양쪽 끝과 문루의 용마루 중심을 연결하는 3각형은 거의 정삼각형에 가깝게 되어 있다. 따라서 장중하고 안정된 느낌을 준다. 1920년대에 평양에 전차선이 부설되면서 성벽이 허물어졌다.
옛날에는 보통강 앞에 나루가 있어서 '보통송객(普通送客)'이라하여 보통문에서 손님을 바래다주는 광경은 평양8경의 하나로 유명했다고 하며, 보통문은 예로부터 신문이라고도 불렸는데 임진왜란 당시 평양성 탈환작전 때 불화살이 문에 어지러울 정도로 날아들었으나 끝내 불에 타지 않았으니 사람들이 그때부터 귀신 같은 문이라고 부르게 됐다는 것이며 또한 한국전쟁 때 평양은 폭격을 심하게 당해 전쟁이 끝났을 당시 시내에 온전한 건물이 딱 두채 뿐이었다고 하는데, 그 하나는 은행건물이고 또 하나는 이 보통문이었다고 한다.

## 같이 보기
- 평양성 (고구려)
- 중구역
- 북한의 국보